# Bruning (Nebraska)
Bruning es una villa ubicada en el condado de Thayer en el estado estadounidense de Nebraska. En el Censo de 2010 tenía una población de 279 habitantes y una densidad poblacional de 377,97 personas por km².

## Geografía
Bruning se encuentra ubicada en las coordenadas 40°20′9″N 97°33′53″O / 40.33583, -97.56472. Según la Oficina del Censo de los Estados Unidos, Bruning tiene una superficie total de 0.74 km², de la cual 0.74 km² corresponden a tierra firme y (0%) 0 km² es agua.

## Demografía
Según el censo de 2010, había 279 personas residiendo en Bruning. La densidad de población era de 377,97 hab./km². De los 279 habitantes, Bruning estaba compuesto por el 100% blancos, el 0% eran afroamericanos, el 0% eran amerindios, el 0% eran asiáticos, el 0% eran isleños del Pacífico, el 0% eran de otras razas y el 0% pertenecían a dos o más razas. Del total de la población el 0.72% eran hispanos o latinos de cualquier raza.